# Snow Crash
Snow Crash es el título de una novela de ciencia ficción escrita por Neal Stephenson y publicada en 1992.
El título de la novela se refiere a una forma de fallo de los computadores Apple que producía una imagen en pantalla similar a la que se ve en un televisor sin señal, relacionado en la novela con el caos y la pérdida de información (que el autor denomina Infocalipsis); es, al mismo tiempo, una referencia a la primera frase de Neuromante de William Gibson, la novela más popular del subgénero literario denominado como ciberpunk, donde se compara el cielo con la imagen de un televisor estropeado.
Así, la novela de Stephenson está llena de elementos referenciales y paródicos a su género, reconocibles para el lector experto, pero sin dejar de lado el humor, la acción y la filosofía, así como conceptos matemáticos y científicos en torno a las nuevas tecnologías, como el ciberespacio, que allí se denomina "Metaverso".
La novela narra la historia de Hiroaki Hiro Protagonist, un repartidor de pizza en el mundo real, pero príncipe guerrero (samurái) en el Metaverso, que un día está a punto de no entregar una pizza a tiempo, motivo por el cual conoce a T.A., una adolescente patinadora que trabaja como mensajera. Poco después, Hiro descubre la existencia de un poderoso virus informático en el Metaverso, que proyecta una imagen de ruido constante sobre un monitor, y que afecta a la capacidad del lenguaje del individuo que contemple dicha imagen. Atando cabos, comenzará a descubrir que detrás de todo esto hay un conocido delincuente apodado Cuervo, y una serie de mitos y leyendas relativos a Babilonia.
Las principales aportes de la novela a la cultura popular han sido el uso del término avatar para referirse a una imagen de identidad en Internet, y la aplicación a juegos de rol masivos (MMORPG) como se reflejan en el Metaverso de la novela.
Snow Crash se convirtió en la novela de cyberpunk más vendida de los años noventa, y su título figura en la lista elaborada por la revista Time de las 100 mejores novelas en inglés escritas desde 1923. En sus versiones en español, el título de la obra es conservado en el original en inglés, al tratarse del nombre de un virus informático, aunque como traducción libre podría retenerse "accidente de nieve", "accidente en la nieve", o "choque con la nieve". En otros idiomas se ha optado por adaptar el título a otro idioma, como por ejemplo en francés, donde se prefirió usar Le Samouraï virtuel.

## Trasfondo
La historia se desarrolla en Los Ángeles, en el área antiguamente conocida como los Estados Unidos, a principios del siglo XXI. En esta realidad futura hipotética, el gobierno federal de los Estados Unidos ha cedido la mayor parte de sus poderes a organizaciones privadas y de empresarios.
Las franquicias, la soberanía individual, y los automóviles, son los reyes supremos (juntamente con el tráfico de drogas, el crimen violento y las congestiones de tráfico). Ejércitos de mercenarios compiten por contratos de defensa nacional, al mismo tiempo que guardias de seguridad privados preservan la paz en vecindarios verjados soberanos. Compañías de autopistas compiten por atraer conductores a sus carreteras, y todas las entregas postales se realizan a través de un mensajero contratado. Los remanentes del gobierno mantienen autoridad sólo en conglomerados aislados, donde llevan a cabo actividades que son, en su mayor parte, irrelevantes para la sociedad dinámica en auge alrededor de ellos.
Una gran parte del territorio cedido por el gobierno ha sido dividido en enclaves soberanos, cada uno administrado por su propia compañía de franquicia (tal como "El Gran Hong Kong de Mr. Lee") o los varios "barclaves" (enclaves suburbanos). Este orden se parece al anarco-capitalismo, un tema que Stephenson continúa en su siguiente novela, "La era del diamante". Irónicamente, la Mafia Italiana es una de las franquicias que más ética demuestra tener a lo largo del libro, en parte por su política focalizada en las relaciones humanas; mantienen un trato cálido y ameno con el cliente, y buscan tratar a los empleados como parte de la familia (lo que acarrea castigos severos al fracaso, ya que le "fallan a su familia").
La hiperinflación ha devaluado el dólar en tal medida que billetes de un trillón de dólares ("Ed Meeses") son ignorados, y el billete de un quadrillón de dólares (el "Gipper", apodo de Ronald Reagan) es el billete pequeño común. Para transacciones físicas la gente recurre a monedas alternativas no hiperinfladas como el yen o los "pavos Kong" (la moneda oficial del Gran Hong Kong).
El "metaverso", un término acuñado por Stephenson como sucesor a internet, constituye la visión de Stephenson de cómo un internet basado en la realidad virtual podría evolucionar en el futuro cercano. Pareciéndose a un juego de rol masivo, el metaverso se encuentra poblado por avatares controlados por usuarios, así como programas del sistema. Aunque existen terminales de acceso público al metaverso en la "realidad", usarlas conlleva estigma social entre los habitantes del metaverso, en parte debido a la representación visual de baja calidad de los avatares. La posición social en el metaverso es función de dos cosas: acceso a entornos restringidos como el Sol Negro (un club exclusivo del metaverso), y conocimientos técnicos, normalmente reflejados en la sofisticación del avatar del usuario. El metaverso es representado como una esfera negra de una circunferencia mayor a la del planeta Tierra rodeada por un cielo estrellado; el centro neurálgico del metaverso es La Calle, una autopista que recorre el ecuador del metaverso, todos los lugares en el mismo están construidos a los lados de La Calle y se alejan de ella a medida que se expanden. En este mundo virtual no se aplican las leyes de la Física pero aun así hay varias reglas que mantienen un cierto orden en el mismo (muchas de ellas fueron escritas por hackers como Hiro y sus amigos en los inicios de La Calle), entre ellas está que los avatares no pueden ser más altos que la persona que los maneja, también tienen todos la misma fuerza física (salvo que se hackeé y reescriba el código del avatar), estos pueden atravesarse entre sí cuando caminan por La Calle pero no dentro de algunos lugares; también pueden enfrentarse con espadas (aparentemente son las únicas armas que pueden usarse en el metaverso); los avatares no pueden morir, pero una vez que uno es derrotado en un duelo de espadas su cuerpo cercenado es arrojado a La Forja, una especie de caldero en el subsuelo del metaverso donde es destruido para que pueda reaparecer "sanado" otra vez un tiempo después. En el metaverso existen también programas similares a personajes no jugables llamados "demonios" que son creados por los hackers para propósitos diversos como guardaespaldas, porteros de establecimientos, sepultureros (los que llevan objetos a ser incinerados en La Forja), etc.

## Resumen de la trama
Al principio de la novela el principal personaje, Hiro Protagonist, descubre el nombre de un nuevo pseudonarcótico, "Snow Crash", al serle ofrecido en un selecto club nocturno del metaverso. Los amigos de Hiro y sus colegas hackers son víctimas de los efectos de Snow Crash, que al parecer son únicos al ser experimentados en el metaverso y también en el mundo físico. Hiro emplea sus conocimientos, sus técnicas de hacker, y sus habilidades como espadachín, para revelar el misterio de Snow Crash; su búsqueda lleva al lector por una.

## Narrativa condensada
El héroe y protagonista cuya historia el libro sigue es el aptamente llamado Hiro Protagonist ("Hiro" es un homófono de "hero", héroe en inglés.)  Sus tarjetas de presentación dicen "Último de los hackers independientes y el mejor espadachín del mundo".  Hiro pierde su trabajo como repartidor de pizza para la mafia y encuentra a una joven espabilada apodada Y.T. (abreviatura de "Yours Truly", "atentamente tuya" en inglés), que trabaja como correo, y deciden hacerse socios en el negocio de la inteligencia vendiendo información a la CIC, la organización con fin de lucro que evolucionó a raíz de la CIA después de que el gobierno de los Estados Unidos perdiera poder.  

## Virus Snow Crash
Aunque se lo distribuye como una droga (tanto en el mundo virtual como en el real) el snow crash es más bien un virus capaz de quitarle a las personas la capacidad de pensar creativa o independientemente, limitándola a rutinas que una vez aprendidas no pueden ser modificadas. El virus es una especie de código lingüístico que afecta al cerebro, llegando incluso a modificar el ADN; de ahí que se pueda transmitir también físicamente (se lo compara varias veces con el herpes simplex, y más adelante se lo distribuye en ampollas inyectables de sangre infectada) y debido a su naturaleza lingüística puede ser digitalizado, o convertido en una representación del código binario que afecte sólo a hackers y programadores expertos (para los cuales el código binario es cómo una segunda lengua). El virus parece originarse en la antigüedad, con el surgimiento del lenguaje humano, transmitiéndose a través de la tradición oral en su variante lingüistica y a través de rituales de Hieros gamos en su variante física; aunque en un principio fue útil y necesario para mantener en funcionamiento una sociedad, se volvió perjudicial cuando comenzó a impedir que estas evolucionen. El primero en combatir el virus mediante un "antivirus lingüístico" fue el dios sumerio Enki (probablemente un ser humano con alguna mutación genética según el libro); después de él, el virus resurgió y volvió a ser combatido en varias ocasiones sin poder ser eliminado, ya que una vez erradicado permanece latente en el ADN y se puede considerar que es en parte responsable del Fanatismo (religioso, político, deportivo, etc.), la Histeria colectiva y demás pensamiento de masas irracional.

## Adaptaciones
En septiembre de 2017 Amazon Studios anunció que estaba desarrollando "un drama de ciencia ficción de una hora de duración" basado en Snow Crash. La serie está siendo realizada por Joe Cornish y Frank Marshall y está coproducida por Paramount Television.

## Citas
1. Stephenson, Neal. In the Beginning Was The Command Line. Archivado desde el original el 18 de febrero de 2018.